# Anthaxia africandra
Anthaxia africandra es una especie de escarabajo del género Anthaxia, familia Buprestidae. Fue descrita científicamente por Bílý & Kubáň en 2010.